# Боярський Юрій Іванович
Юрій Іванович Боярський (* 28 листопада 1960, м. Лиман, Донецької області;) — Народний депутат України, член Партії регіонів.

## Освіта
У 1983 р. закінчив Донецький політехнічний інститут за спеціальністю  — економіка і організація машинобудівної промисловості, кваліфікація — інженер-економіст.
У 2011 р. захистив дисертацію за спеціальністю «Бухгалтерський облік і аудит» та здобув вчений ступінь кандидата економічних наук.

## Трудова діяльність
З 1983 по 1985 рр. — працював на Краматорському верстатобудівному ПО.
1986 р. — Центр наукової організації праці Міністерства важкого машинобудування СРСР.
З 1986 по 1993 р. — інженер-економіст електросталеплавильного цеху Новокраматорського машинобудівного заводу.
1993 р. — заступник головного бухгалтера ЗАТ «Новокраматорський машинобудівний завод».
2001–2007 рр. — заступник генерального директора з комерційних питань ЗАТ «НКМЗ».
В 2002 р. — був обраний депутатом Краматорської міської ради.
2007 р. — 2012 рр. — головний бухгалтер ПАТ «НКМЗ».
На парламентських виборах 2012 р. був обраний народним депутатом України від Партії регіонів по одномандатному мажоритарному виборчому округу № 48. За результатами голосування здобув перемогу, набравши 55,12 % голосів виборців. Голова підкомітету з питань державної та приватної інвестиційної політики Комітету Верховної Ради з питань промислової та інвестиційної політики.